# Ichneumon pilulicornis
Ichneumon pilulicornis är en stekelart som beskrevs av Heinrich 1978. Ichneumon pilulicornis ingår i släktet Ichneumon och familjen brokparasitsteklar. Inga underarter finns listade i Catalogue of Life.